# コンスタンス・オブ・カスティル
コンスタンス・オブ・カスティル（Constance of Castile, 1354年 - 1394年3月24日）は、イングランド王族ランカスター公ジョン・オブ・ゴーントの2番目の妃。カスティーリャ王ペドロ1世とマリア・デ・パディーリャの娘。スペイン語名はコンスタンサ・デ・カスティーリャ（Constanza de Castilla）。

## 生涯
1371年にアキテーヌでジョン・オブ・ゴーントと結婚した。2人の間には1男1女が生まれた。
- キャサリン（1372/1373年 - 1418年）
- ジョン（1374年 - 1375年）

翌1372年に妹イザベラ（イサベル）が、夫の弟ヨーク公エドマンド・オブ・ラングリーと結婚している。
コンスタンスの父ペドロ1世は庶兄エンリケ2世との戦い（第一次カスティーリャ継承戦争）の末、1369年に殺害されて王位を奪われた。ジョンは1386年から1389年にかけてカスティーリャへ遠征し、妻の権利として王位継承権を主張したが、目的は達せられなかった。1393年に娘キャサリンがエンリケ2世の孫エンリケ3世と結婚することで、両家は和解した。
コンスタンスは1394年にレスターで死去した。2年後の1396年、ジョンは長年の愛人だったキャサリン・スウィンフォードを3番目の妃に迎えた。

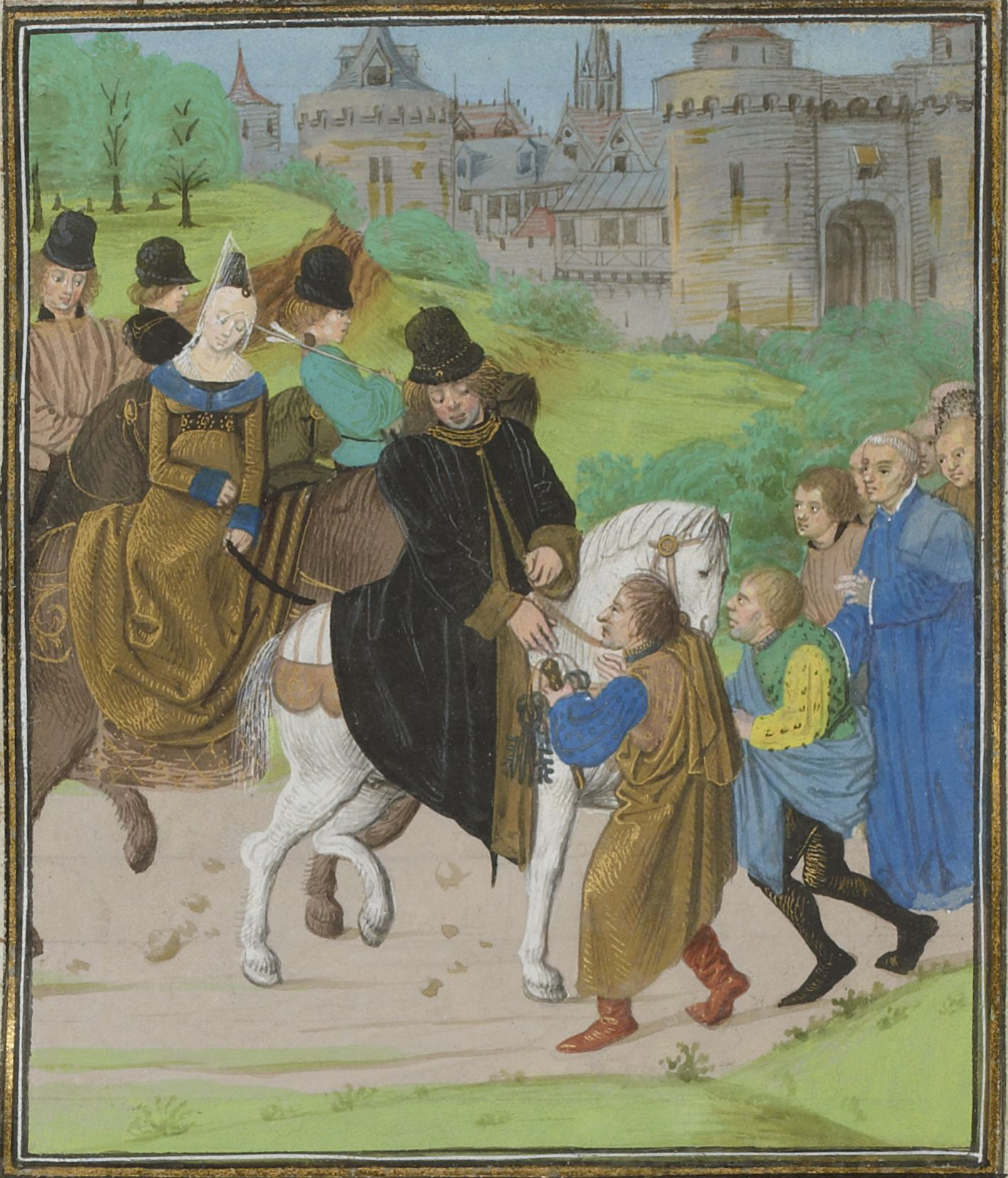
フロワサールの年代記に描かれたランカスター公爵夫妻